# Trastflugsnappare
Trastflugsnappare (Agricola infuscatus) är en fågel i familjen flugsnappare inom ordningen tättingar. Den förekommer i torra buskmarker och savann i södra Afrika. Beståndet anses vara livskraftigt.

## Utseende och läte
Trastflugsnappare är en stor, beigebrun flugsnappare som närmast liknar en skvätta till utseendet. Ljusa kanter på vingpanelerna formar en ljus vingpanel. Den enfärgat bruna stjärten och övergumpen skiljer den från alla skvättor. Liknande blek flugsnappare är mindre och saknar den vita vingpanelen.

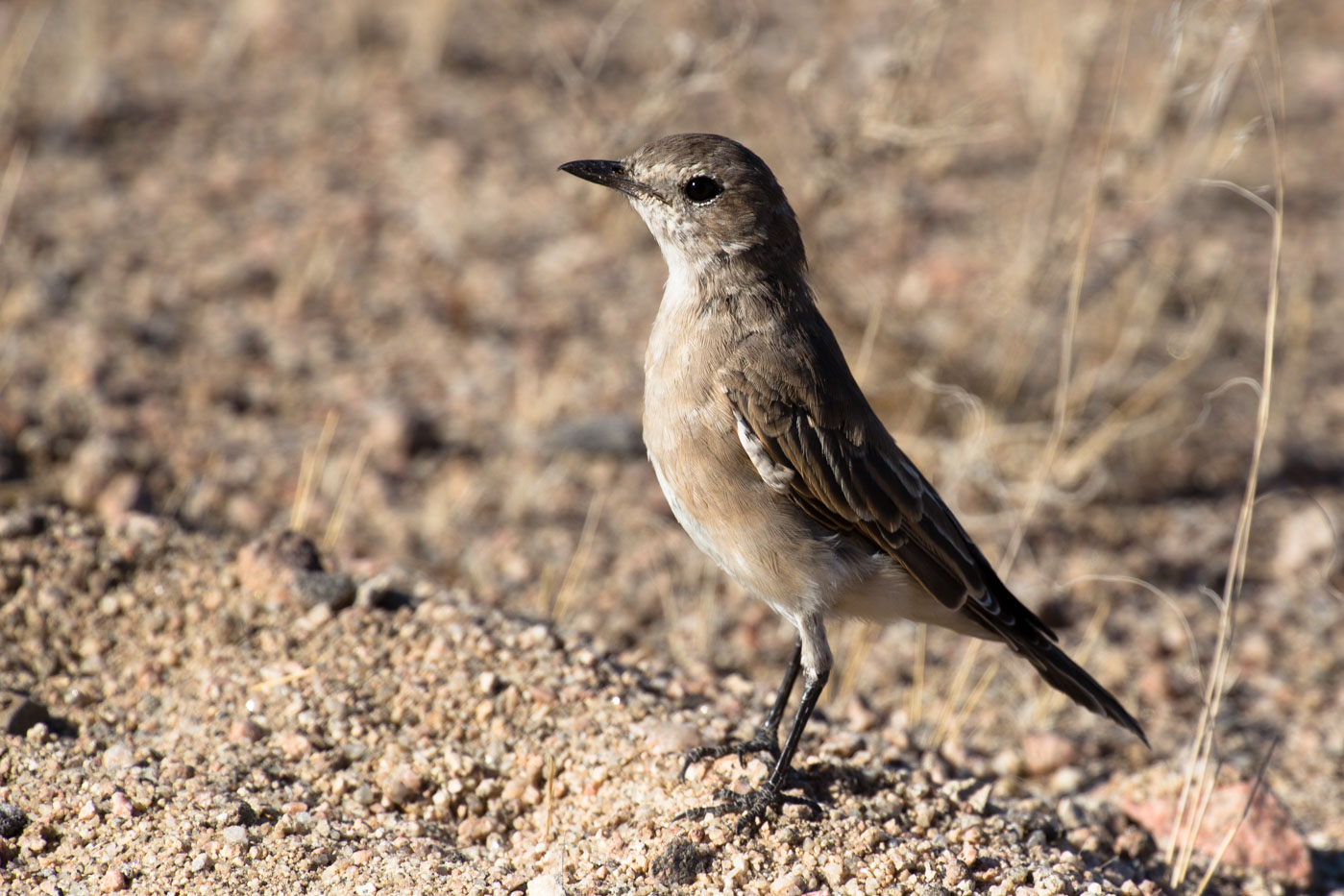

## Utbredning och systematik
Trastflugsnapparen förekommer i södra Afrika. Den delas in i fem underarter med följande utbredning.:
- Agricola infuscatus benguellensis – förekommer från torra kustnära områden i Benguela i sydvästra Angola till Kaokoveld i nordvästra Namibia.
- Agricola infuscatus namaquensis – förekommer i Namibia
- Agricola infuscatus placidus – förekommer i Botswana (förutom längst i väst och sydväst) och norra centrala Sydafrika
- Agricola infuscatus seimundi – förekommer västra centrala Sydafrika, från Norra Kapprovinsen till sydvästra Fristatsprovinsen
- Agricola infuscatus infuscatus – förekommer i sydvästra Namibia och västra Sydafrika (söderut till Västra Kapprovinsen

Arten placerades tidigare i Bradornis men DNA-studier visar att den och blek flugsnappare är närmare släkt med arterna i Melaenornis och Fraseria och förs därför till det egna släktet Agricola.

## Levnadssätt
Trastflugsnapparen hittas i torra buskmarker och svann där den ses enstaka, i par eller i löst formade grupper sittande i busktoppar, på staket och telefonledningar. Därifrån faller den ner på marken för att fånga insekter och små ryggradsdjur likt en skvätta. Den kan på mer flugsnapparvis också ses göra utfall i luften för att fånga flygande insekter.

## Status
Arten har ett stort utbredningsområde och beståndet anses stabilt. Internationella naturvårdsunionen IUCN listar den därför som livskraftig (LC).